# Mangole
Mangole é um ilha do arquipélago das Ilhas Molucas, na Indonésia. Faz parte do sub-arquipélago das Ilhas Sula, e tem 1255,33 km² de área, localizando-se a leste de Taliabu. Em 2010 tinha 36323 habitantes.
Mangole está dividida em seis distritos na regência das Ilhas Sula:
| Nome                | Em português      | Área em km2 | População Censo de 2010 |
| ------------------- | ----------------- | ----------- | ----------------------- |
| Mangole Barat       | Mangole Ocidental | 158,30      | 7084                    |
| Mangole Utara       | Mangole Norte     | 227,61      | 10115                   |
| Mangole Selatan     | Mangole Sul       | 246,56      | 4665                    |
| Mangole Tengah      | Mangole Central   | 333,21      | 6381                    |
| Mangole Timur       | Mangole Oriental  | 140,42      | 4301                    |
| Mangole Utara Timur | Mangole Nordeste  | 149,23      | 3777                    |
| Ilha Mangole        | (total)           | 1255,33     | 36323                   |